# Ju-on
Ju-on is een serie Japanse horrorfilms, uitgebracht vanaf 1998.

## Deel 1: Katasumi and 4444444444 (Gakkô no kaidan G)

### Achtergrond
Katasumi and 4444444444 (originele titel: Gakkô no kaidan G) was het eerste deel en werd uitgebracht in september 1998. De regisseur van deze film is Takashi Shimizu. De film duurt 71 minuten.

### Verhaal
Wanneer twee Japanse schoolmeisjes hun konijnen willen voeden, snijdt een meisje zich per ongeluk. De ander gaat naar binnen om verband te halen. Wanneer ze terugkomt ligt het meisje verminkt op de grond.

Tsuyoshi is een jongeman die op zijn fiets naar huis wil fietsen. Dan hoort hij een telefoon bellen en hij neemt op: Hij hoort een raar geluid en hangt op. Even later wordt er weer gebeld en ondanks zijn frustratie neemt hij weer op. Dan draait hij zich om en ziet hij een raar, klein, eng jongetje...

### Rolverdeling
| Acteur          | Personage                 | Nota                  |
| --------------- | ------------------------- | --------------------- |
| Medaka Ikeno    | Verteller / gids          |                       |
| Aki Maeda       | Ayumi                     | segment 'Shokki')     |
| Masashi Muta    | Shôta Hayakawa            | segment 'Shokki')     |
| Shungiku Uchida | ?                         | segment 'Shokki')     |
| Kazushi Ando    | Tsuyoshi Murakami         | segment '4444444444') |
| Daiki Sawada    | Toshio Saeki              | segment '4444444444') |
| Ayako Omura     | Hisayo Yoshida            |                       |
| Kanna Kashima   | Kanna Murakami            | segment 'Katasumi')   |
| Takako Fuji     | Kayako Saeki              | segment 'Katasumi')   |
| Misa Yamaguchi  | ?                         | segment 'Kodama')     |
| Asami Kanai     | ?                         | segment 'Kodama')     |
| Kaori Tagami    | Tajima / een schoolleraar | segment 'Kodama')     |
| Shô Oikawa      | Kodama                    | segment 'Kodama')     |

## Deel 2: Ju-on

### Achtergrond
Ju-on was het tweede deel in werd direct op video uitgebracht op 11 februari 2000. De regisseur van deze film is Takashi Shimizu. De film duurt 70 minuten.
De film is ook bekend onder de titels: Ju-on: The Curse en Curse Grudge.

### Verhaal
Nishina Rika komt op bezoek bij een oude vrouw en ontdekt een deur, afgesloten met plakband. Uit nieuwsgierigheid gaat ze naar binnen. Een kwaadaardige geest ontsnapt en vervloekt iedereen die het huis betreedt. Alle mensen die binnenkomen sterven om vreemde omstandigheden en het is aan de politie van Tokio om dit mysterie te ontrafelen.

### Rolverdeling
| Acteur            | Personage                 |
| ----------------- | ------------------------- |
| Yurei Yanagi      | Shunsuke Kobayashi        |
| Chiaki Kuriyama   | Mizuho Tamura             |
| Hitomi Miwa       | Yuki                      |
| Asumi Miwa        | Kanna Murakami            |
| Yoriko Douguchi   | Nakamura                  |
| Taro Suwa         | Kamio                     |
| Yuue              | Manami Kobayashi          |
| Takako Fuji       | Kayako Saeki              |
| Takashi Matsuyama | Takeo Saeki               |
| Youji Tanaka      | Yuji Tooyama              |
| Yumi Yoshiyuki    | Noriko Murakami (Clement) |

## Deel 3: Ju-on 2

### Achtergrond
Ju-on 2 was het derde deel en werd uitgebracht op 25 maart 2000. De regisseur van deze film is Takashi Shimizu. De film duurt 76 minuten.
De film is ook bekend onder de titel: Ju-on: The Curse 2.

### Verhaal
Actrice Harase Kyoko wordt zwanger en wil stoppen met haar werk. Toch besluit ze nog voor een realityshow naar een vervloekt huis te gaan. Iedereen die dit huis ooit is binnengegaan, stierf op mysterieuze wijze. Al snel belandt haar vriend in een coma en krijgt Kyoko een miskraam. Toch leeft er nog steeds iets in haar buik...

### Rolverdeling
| Acteur          | Personage                                         |
| --------------- | ------------------------------------------------- |
| Yuuko Daike     | Kyôko Suzuki/Tatsuya's zus/Taiji & Fumi's dochter |
| Makoto Ashikawa | Tatsuya Suzuki/Kyôko's broer/Taiji & Fumi's zoon  |
| Kahori Fujii    | Yoshimi Kitada/Hiroshi's vrouw                    |
| Yûrei Yanagi    | Shunsuke Kobayashi                                |
| Tomohiro Kaku   | Nobuyuki Suzuki                                   |
| Takako Fuji     | Kayako Saeki/Takeo's vrouw/Toshio's moeder/Geest  |

## Deel 4: Ju-on: The Grudge (Ju-on)

### Achtergrond
Ju-on: The Grudge was het vierde deel en was ook de eerste film van de serie die in de bioscoop te zien was. De film werd op 25 januari 2003 uitgebracht door Takashi Shimizu in Japan, maar al eerder op 18 oktober 2002 in Amerika op het Screamfest Horror Film Festival. De film duurt 92 minuten.

### Verhaal
Een werkster wordt naar een huis met een oude vrouw en opgesloten jongetje gestuurd. Ze komt er al snel achter dat dit huis vervloekt is en dat ze zal moeten vechten voor haar leven.

### Rolverdeling
| Acteur            | Personage          |
| ----------------- | ------------------ |
| Megumi Okina      | Rika Nishina       |
| Misaki Ito        | Hitomi Tokunaga    |
| Misa Uehara       | Izumi Toyama       |
| Yui Ichikawa      | Chiharu            |
| Kanji Tsuda       | Katsuya Tokunaga   |
| Kayoko Shibata    | Mariko             |
| Yukako Kukuri     | Miyuki             |
| Shuri Matsuda     | Kazumi Tokunaga    |
| Yoji Tanaka       | Yûji Toyama        |
| Takashi Matsuyama | Saeki Takeo        |
| Yuya Ozeki        | Toshio             |
| Takako Fuji       | Kayako             |
| Chikara Ishikura  | Hirohashi          |
| Chikako Isomura   | Sachie             |
| Daisuke Honda     | Detective Igarashi |

## Deel 5: Ju-on: The Grudge 2

### Achtergrond
Ju-on: The Grudge 2 was de vijfde film van de serie en werd op 23 augustus 2003 uitgebracht door Takashi Shimizu.
De film staat ook bekend onder de titel Ju-on 2.

### Verhaal
Er komen nieuwe inwoners in het vervloekte huis wonen. Al gauw lijkt het alsof het huis begint te leven en ze krijgen ook verschrikkelijke visioenen. En niemand weet hoe ze van de vloek af moeten komen...

### Rolverdeling
| Acteur             | Personage    |
| ------------------ | ------------ |
| Noriko Sakai       | Kyoko Harase |
| Chiharu Nîyama     | Tomoka Miura |
| Kei Horie          | Noritaka     |
| Yui Ichikawa       | Chiharu      |
| Shingo Katsurayama | Keisuke      |

## Deel 6 en 7: Ju-on: White Ghost en Ju-on: Black Ghost

### Achtergrond
Ju-on: White Ghost en Ju-on: Black Ghost (Ju-on: Shiroi Rôjo en Ju-on: Kuroi Shôjo) vormen het zesde en zevende deel van de serie en kwamen allebei op 27 juni 2009 uit. Ryûta Miyake regisseerde 'White Ghost' en Mari Asato 'Black Ghost'. Beide delen hebben een speeltijd van ongeveer een uur per stuk.
De films zijn ook bekend onder de titels: The Grudge: Old Lady in White (White Ghost) en The Grudge: Girl in Black (Black Ghost).

### Verhaal 'White Ghost'
In een huis vermoordt een jongen zijn volledige familie nadat hij gezakt is voor zijn eindexamen. Vervolgens hangt hij zichzelf op. Hij laat enkel een videoband achter waarop hij een geheimzinnige boodschap heeft ingesproken: "Ga, ga nu!" Op de band is vreemd genoeg nog een andere stem te horen, die van Akane, een vriendin van de jonge moordenaar. Niet lang daarna begint Akane zelf bizarre dingen te zien...

### Rolverdeling 'White Ghost'
| Acteur            | Personage           |
| ----------------- | ------------------- |
| Hiroki Suzuki     | Fumiya Hagimoto     |
| Ichirôta Miyakawa | Hajime Kashiwagi    |
| Natsuki Kasa      | Shôgakusei no Akane |
| Akina Minami      | Akane Kashiwagi     |
| Marika Fukunaga   | Yuka Kanehara       |
| Chie Amemiya      | Mayumi Yoshikawa    |
| Aimi Nakamura     | Junko Isobe         |
| Akiko Hoshino     | Haru                |
| Eiichi Ôkubo      | Kentarô Isobe       |
| Sumire Arai       | Miho Isobe          |
| Yasuo Gotô        | Shûichi Hirata      |
| Mihiro Mihiro     | Chiho Tanemura      |
| Chinami Iwamoto   | Mirai Isobe         |
| Shûsei Uto        | Toshio Saeki        |
| Takuji Suzuki     | Hideki Yasukawa     |

### Verhaal 'Black Ghost'
Terwijl de verpleegster Yuko op het zieke meisje Fukie moet passen, krijgt ze allerlei vreemde visioenen. Als Fukie eenmaal geopereerd wordt, vinden de chirurgen in haar lichaam een cyste, die het overblijfsel van haar overleden tweeling blijkt te zijn. De cyste blijkt een vreselijke vloek te bevatten, en al snel wordt de vader van Fukie krankzinnig en pleegt hij een gruwelijke moord...

### Rolverdeling 'Black Ghost'
| Acteur             | Personage           |  |
| ------------------ | ------------------- |  |
| Kôji Seto          | Tetsuya             |  |
| Kuniteru Shigeyama | Ryûta               |  |
| Kana Tsugihara     | Mutsumi             |  |
| Ai Kago            | Yûko                |  |
| Shinji Nomura      | Ishi                |  |
| Michiko Iwahashi   | Kangoshi            |  |
| Yuno Nakazono      | Ayano               |  |
| Ichirôta Miyakawa  | Takushî no Untenshu |  |
| Hana Matsumoto     | Fuki'e              |  |
| Ayato Kosugi       | Shônen              |  |
| Kôzô Satô          | Seishinkai          |  |
| Masanobu Katsumura | Yokota              |  |
| Ryôta Matsushima   | Yoshio              |  |
| Shûsei Uto         | Toshio Saeki        |  |
| Yuri Nakamura      | Mariko              |  |

## Deel 8: Ju-on: The Beginning of the End

### Achtergrond
Ju-on: The Beginning of the End (Ju-On: Owari no Hajimari) vormt het achtste deel van Ju-on en een herstart van de reeks. De film ging op 28 juni 2014 in Japan in wereldpremière.

### Verhaal
Een lerares van een basisschool genaamd Yui brengt een bezoek aan het huis van Toshio Saeki die al voor een langere tijd niet op school is verschenen. Als ze aankomt is ze opnieuw getuige van een afschuwelijke tragedie die zich 10 jaar eerder heeft afgespeeld in het huishouden van Saeki. Een kartonnen doos die achtergelaten is in een kast blijkt de sleutel te zijn tot een lang verborgen geheim.

### Rolverdeling
| Acteur          | Personage       |
| --------------- | --------------- |
| Shô Aoyagi      | Naoto Miyakoshi |
| Yasuhito Hida   | Takeo Saeki     |
| Miho Kanazawa   | Rina            |
| Kai Kobayashi   | Toshio Saeki    |
| Yuina Kuroshima | Yayoi           |
| Misaki Saisho   | Kayako Saeki    |
| Nozomi Sasaki   | Yui Ikuno       |
| Haori Takahashi | Aoi             |
| Reina Triendl   | Nanami          |

## Deel 9: Ju-on: The Final Curse

### Achtergrond
The Final Curse (Ju-on: Za fainaru) is het negende deel in de reeks en het tweede sinds de continuïteit werd aangepast in The Beginning of the End.
De film staat ook bekend onder de titel Ju-on: The Final.

### Verhaal
Mai Ikuno (Airi Taira) ontdekt dat haar jongere zus Yui (Nozomi Sasaki) is verdwenen. Yui is een lerares op een basisschool en bezoekt regelmatig het huis van Toshio Saeki (Kai Kobayashi), een leerling die spijbelt. Op zoek naar aanwijzingen over de verblijfplaats van haar zus bezoekt Mai het huis van Saeki. Maar sinds de dag dat ze het huis bezocht heeft beginnen er vreemde en raadselachtige dingen te gebeuren.

### Rolverdeling
| Acteur          | Personage     |
| --------------- | ------------- |
| Airi Taira      | Mai Ikuno     |
| Nozomi Sasaki   | Yui Ikuno     |
| Kai Kobayashi   | Toshio Saeki  |
| Yurina Yanagi   | Ao            |
| Ren Kiriyama    | Sota Kitamura |
| Nonoka Ono      | Reo           |
| Miyabi Matsuura | Madoka        |
| Misaki Saisho   | Kayako Saeki  |
| Yuina Kuroshima | Yayoi         |

## Hollywood
Verschillende verhaallijnen van de filmreeks werden ook hermaakt in de Amerikaanse remake uit 2004. De hoofdrol ging naar Sarah Michelle Gellar. Voor deze film, zie The Grudge.